# بنية التربة

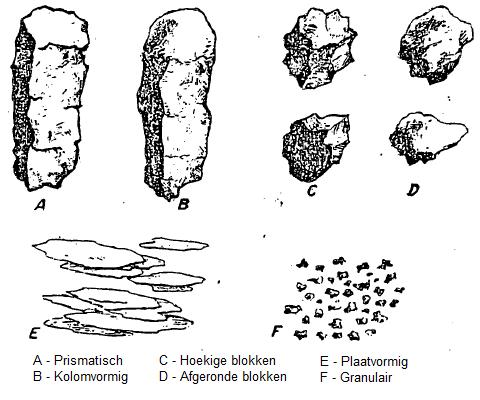

بنية التربة (بالإنجليزية: Soil structure)‏ مفهوم يدل على طريقة بناء حبيبات التربة وبقية العناصر المكونة لها (مادة عضوية، ماء، هواء). هذا المفهوم مكمل لمفهوم قوام التربة. يمكن التمييز بين ثلاثة بنى مختلفة للتربة:
- بنية متماسكة: وتتميز بوجود طين يجمع بين عناصر التربة ويملأ الفراغات الموجودة بينها مما لا يسمح بدخول جذور النباتات، ويعيق تسرب الماء والهواء.
- بنية جزيئية مفككة: وتتميز بوجود فراغات بين الحبيبات، وتشكل تربة فتاتية، تخترقها الجذور بسهولة، لكنها لا تحتفظ بالماء.
- بنية كبيبية (بالإنجليزية: Aggregated structure)‏: وتتميز بوجود عناصر معدنية وعضوية، تشكل المركب الطيني الذبالي الذي يحتفظ بكمية من الماء القابل للاستعمال من طرف النباتات.

تتأثر بنية التربة بطبيعة قوام التربة، فالترب الطينية تكون عادة أكثر كببية، ونسبة المسام فيها أعلى من الترب الرملية، باستثناء حالات انضغاط التربة. تتأثر بنية التربة أيضاً بنسبة المواد العضوية وطريقة توزعها ودرجة تحللها.